# Јошице
Јошице је насеље у општини Херцег Нови у Црној Гори. Према попису из 2003. било је 439 становника (према попису из 1991. било је 411 становника). Црква Свете Неђеље у Јошицама је саборни храм за то и околна села.

## Демографија
У насељу Јошице живи 343 пунолетна становника, а просечна старост становништва износи 39,5 година (36,9 код мушкараца и 42,0 код жена). У насељу има 139 домаћинстава, а просечан број чланова по домаћинству је 3,16.
Становништво у овом насељу веома је хетерогено, а у последња три пописа, примећен је пораст у броју становника.
|  |

| Демографија | Демографија | Демографија |
| Година      | Становника  | Становника  |
| ----------- | ----------- | ----------- |
|             |             |             |
|             |             |             |
|             |             |             |
|             |             |             |
| 1948.       | 286         |             |
| 1953.       | 305         |             |
| 1961.       | 348         |             |
| 1971.       | 393         |             |
| 1981.       | 372         |             |
| 1991.       | 411         | 400         |
| 2003.       | 441         | 439         |
|             |             |             |
|             |             |             |

| Етнички састав према попису из 2003.‍ | Етнички састав према попису из 2003.‍ | Етнички састав према попису из 2003.‍ | Етнички састав према попису из 2003.‍ | Етнички састав према попису из 2003.‍ |
| ------------------------------------ | ------------------------------------ | ------------------------------------ | ------------------------------------ | ------------------------------------ |
|                                      |                                      |                                      |                                      |                                      |
| Срби                                 | Срби                                 |                                      | 195                                  | 44,41%                               |
| Црногорци                            | Црногорци                            |                                      | 89                                   | 20,27%                               |
| Хрвати                               | Хрвати                               |                                      | 15                                   | 3,41%                                |
| Југословени                          | Југословени                          |                                      | 3                                    | 0,68%                                |
| Словенци                             | Словенци                             |                                      | 1                                    | 0,22%                                |
| Македонци                            | Македонци                            |                                      | 1                                    | 0,22%                                |
| непознато                            | непознато                            |                                      | 2                                    | 0,45%                                |

| \| \| м \| \| \| ж \| \| ? \| 3 \| \| \| 5 \| \| 80+ \| 4 \| \| \| 5 \| \| 75—79 \| 7 \| \| \| 15 \| \| 70—74 \| 7 \| \| \| 12 \| \| 65—69 \| 11 \| \| \| 13 \| \| 60—64 \| 13 \| \| \| 12 \| \| 55—59 \| 6 \| \| \| 14 \| \| 50—54 \| 16 \| \| \| 14 \| \| 45—49 \| 16 \| \| \| 20 \| \| 40—44 \| 11 \| \| \| 15 \| \| 35—39 \| 14 \| \| \| 15 \| \| 30—34 \| 13 \| \| \| 11 \| \| 25—29 \| 8 \| \| \| 16 \| \| 20—24 \| 16 \| \| \| 14 \| \| 15—19 \| 21 \| \| \| 10 \| \| 10—14 \| 19 \| \| \| 13 \| \| 5—9 \| 14 \| \| \| 18 \| \| 0—4 \| 11 \| \| \| 7 \| \| Просек : \| 11 \| \| \| 3 \| |    |  |  |    |
| |    |  |  |    |
| | м  |  |  | ж  |
| ? | 3  |  |  | 5  |
| 80+ | 4  |  |  | 5  |
| 75—79 | 7  |  |  | 15 |
| 70—74 | 7  |  |  | 12 |
| 65—69 | 11 |  |  | 13 |
| 60—64 | 13 |  |  | 12 |
| 55—59 | 6  |  |  | 14 |
| 50—54 | 16 |  |  | 14 |
| 45—49 | 16 |  |  | 20 |
| 40—44 | 11 |  |  | 15 |
| 35—39 | 14 |  |  | 15 |
| 30—34 | 13 |  |  | 11 |
| 25—29 | 8  |  |  | 16 |
| 20—24 | 16 |  |  | 14 |
| 15—19 | 21 |  |  | 10 |
| 10—14 | 19 |  |  | 13 |
| 5—9 | 14 |  |  | 18 |
| 0—4 | 11 |  |  | 7  |
| Просек : | 11 |  |  | 3  |

| Број домаћинстава према пописима из периода 1948—2003. | Број домаћинстава према пописима из периода 1948—2003. | Број домаћинстава према пописима из периода 1948—2003. | Број домаћинстава према пописима из периода 1948—2003. | Број домаћинстава према пописима из периода 1948—2003. | Број домаћинстава према пописима из периода 1948—2003. | Број домаћинстава према пописима из периода 1948—2003. | Број домаћинстава према пописима из периода 1948—2003. |
| Година пописа                                          | 1948.                                                  | 1953.                                                  | 1961.                                                  | 1971.                                                  | 1981.                                                  | 1991.                                                  | 2003.                                                  |
| ------------------------------------------------------ | ------------------------------------------------------ | ------------------------------------------------------ | ------------------------------------------------------ | ------------------------------------------------------ | ------------------------------------------------------ | ------------------------------------------------------ | ------------------------------------------------------ |
| Број домаћинстава                                      | 84                                                     | 79                                                     | 86                                                     | 108                                                    | 118                                                    | 128                                                    | 139                                                    |

| Број домаћинстава по броју чланова према попису из 2003. | Број домаћинстава по броју чланова према попису из 2003. | Број домаћинстава по броју чланова према попису из 2003. | Број домаћинстава по броју чланова према попису из 2003. | Број домаћинстава по броју чланова према попису из 2003. | Број домаћинстава по броју чланова према попису из 2003. | Број домаћинстава по броју чланова према попису из 2003. | Број домаћинстава по броју чланова према попису из 2003. | Број домаћинстава по броју чланова према попису из 2003. | Број домаћинстава по броју чланова према попису из 2003. | Број домаћинстава по броју чланова према попису из 2003. | Број домаћинстава по броју чланова према попису из 2003. |
| Број чланова                                             | 1                                                        | 2                                                        | 3                                                        | 4                                                        | 5                                                        | 6                                                        | 7                                                        | 8                                                        | 9                                                        | 10 и више                                                | Просек                                                   |
| -------------------------------------------------------- | -------------------------------------------------------- | -------------------------------------------------------- | -------------------------------------------------------- | -------------------------------------------------------- | -------------------------------------------------------- | -------------------------------------------------------- | -------------------------------------------------------- | -------------------------------------------------------- | -------------------------------------------------------- | -------------------------------------------------------- | -------------------------------------------------------- |
| Број домаћинстава                                        | 139                                                      | 26                                                       | 22                                                       | 30                                                       | 36                                                       | 18                                                       | 4                                                        | 3                                                        | 0                                                        | 0                                                        | 0                                                        |

| Пол    | Укупно | Неожењен/Неудата | Ожењен/Удата | Удовац/Удовица | Разведен/Разведена | Непознато |
| ------ | ------ | ---------------- | ------------ | -------------- | ------------------ | --------- |
| Мушки  | 166    | 51               | 101          | 4              | 4                  | 6         |
| Женски | 191    | 41               | 103          | 37             | 6                  | 4         |
| УКУПНО | 357    | 92               | 204          | 41             | 10                 | 10        |

| Пол    | Укупно                    | Пољопривреда, лов и шумарство | Рибарство                            | Вађење руде и камена | Прерађивачка индустрија       |
| ------ | ------------------------- | ----------------------------- | ------------------------------------ | -------------------- | ----------------------------- |
| Мушки  | 62                        | 0                             | 0                                    | 0                    | 29                            |
| Женски | 46                        | 0                             | 0                                    | 0                    | 5                             |
| Укупно | 108                       | 0                             | 0                                    | 0                    | 34                            |
|        |                           |                               |                                      |                      |                               |
| Пол    | Производња и снабдевање   | Грађевинарство                | Трговина                             | Хотели и ресторани   | Саобраћај, складиштење и везе |
| Мушки  | 0                         | 2                             | 2                                    | 2                    | 13                            |
| Женски | 0                         | 0                             | 13                                   | 4                    | 5                             |
| Укупно | 0                         | 2                             | 15                                   | 6                    | 18                            |
|        |                           |                               |                                      |                      |                               |
| Пол    | Финансијско посредовање   | Некретнине                    | Државна управа и одбрана             | Образовање           | Здравствени и социјални рад   |
| Мушки  | 0                         | 1                             | 9                                    | 0                    | 1                             |
| Женски | 0                         | 1                             | 5                                    | 2                    | 8                             |
| Укупно | 0                         | 2                             | 14                                   | 2                    | 9                             |
|        |                           |                               |                                      |                      |                               |
| Пол    | Остале услужне активности | Приватна домаћинства          | Екстериторијалне организације и тела | Непознато            | Непознато                     |
| Мушки  | 1                         | 1                             | 0                                    | 1                    | 1                             |
| Женски | 1                         | 0                             | 0                                    | 2                    | 2                             |
| Укупно | 2                         | 1                             | 0                                    | 3                    | 3                             |